# Rîbalkî, Țarîceanka
Rîbalkî (în ucraineană Рибалки) este un sat în comuna Rudka din raionul Țarîceanka, regiunea Dnipropetrovsk, Ucraina.

## Demografie
Componența lingvistică a localității Rîbalkî
     Ucraineană (100%)
Conform recensământului din 2001, toată populația localității Rîbalkî era vorbitoare de ucraineană (100%).